# 夏来唯
夏来 唯（なつき ゆい、1994年1月16日 - ）は、日本のグラビアアイドル、タレント。埼玉県出身。現在、フリーランスで活動中。かつて、ファインモーションに所属していた。

## 経歴
2017年12月22日発売のイメージビデオ「ミルキー・グラマー」（竹書房）で本格デビュー。
2018年7月12日、「日本一OL姿が似合うグラビアアイドル総選挙」でグランプリを獲得。
2019年1月4日、『週刊プレイボーイ』2019年1月28日号（集英社）にて、類いまれな豊満バストやヒップを持ち、男性たちを魅了するグラドルをピックアップした「次世代グラドル恵体番付2019年初場所」で西の横綱に選出された。
2019年12月23日、『週刊プレイボーイ』2020年1月13日号にて、「愛人にしたいグラドル番付2020年初場所」で大関に選出された。
2020年3月9日 - 20日、『週刊ポスト』と『NEWSポストセブン』のコラボレーション企画「愛人キャラを目指すグラドル総選挙」に参加。結果は4位。
2020年7月12日、アイドル専門ポータルサイト「東京Lily」が、ユーザーの投票を元に「あなたが選ぶ2020年上半期MVP」の結果発表を行い、「【2020年上半期MVP】第2位」、「【2020年上半期巨乳アイドル賞】第2位」、「【2020年上半期撮影会大賞】第3位」を受賞した。
2020年8月24日、『週刊プレイボーイ』2020年9月7日号にて、「膝枕してほしい！次世代グラドル『太もも番付』」で東の横綱に選出された。
2020年12月25日、「東京Lily」がユーザーの投票を元に「あなたが選ぶ2020年MVP」の結果発表を行い、「【2020年 巨乳アイドル賞】第2位」を受賞した。
2023年1月5日、クラウドファンディングによる自己プロデュース写真集の制作を自身のInstagramで発表した。
2024年6月30日、自身のSNSにて、所属していたファインモーションを円満退所したことを報告。今後は、フリーランスとして活動していくことを併せて報告した。

## 人物
- 趣味は、よさこい（10年）[20]、身体を動かす、旅行[3]、ゴルフ、食べること[21]。
- 特技は、バスケットボール、書道[1]。
- 世界遺産検定3級[22]、簿記2級、珠算電卓検定1級の資格を有する[1]。
- デビューする前は2年弱、人材派遣のOL（事務・営業）をしていた[23][24][25][26]。
- 胸は中学3年生の時に成長しFカップに。当時バスケットボール部に入っていて、ボールが3つあると言われていた[4]。高校卒業時にはHカップとなり[26]、2014年頃には現在のスタイルになった[4]。
- 好きなアーティストは、Mr.Children、サザンオールスターズ、椎名林檎[27]。
- 嫌いな食べ物は、ピーマン、ナス[25]だったが、これを克服した[21]。
- 町中華好きである[28]。
- キャラクターデザイナーの井上・ヒサトのキャラクターを敬愛する[29]。

## 出演

### テレビドラマ
- ウチの夫は仕事ができない（日本テレビ） - OL 役
- 過保護のカホコ（日本テレビ） - OL 役
- 人は見た目が100パーセント（フジテレビ） - OL 役
- 白衣の戦士!（日本テレビ） - ナース 役
- 透明彼女 season11 #12（2020年3月27日、V☆パラダイス）
- レッドアイズ 監視捜査班 最終話（2021年3月27日、日本テレビ）
- ミワさんなりすます 第1話（2023年10月16日、NHK総合）- カップル 役

### ウェブ配信
- 特命係長 只野仁（ABEMA） - カフェ店員 役
- おしゃべり酒場リリィ（2022年6月30日 - 12月19日、東京Lily公式YouTubeチャンネル）共演：未梨一花、藤乃あおい[30]

### ラジオ
- ステラ☆HAPPY!LIVE! 〜夏来唯のサマらじ〜（毎月第3金曜日23時～）（2020年12月18日 - 2023年4月18日、市川うららFM）- メインパーソナリティー[31]

### 音声配信
- よゐこ有野のノーギャラジオ（2022年12月26日、Radiotalk）[32]
  - 公開生放送！よゐこ有野のノーギャラジオIN しらこばと水上公園（2023年5月20日、Radiotalk）[33]
- 夏来唯のNOTITLE（2023年6月26日 - 、Radiotalk）- パーソナリティ[34]
- 風吹ケイのKラジオ（2023年8月16日[35]、8月23日[36]、AuDee）
- 夏来唯のUNTITLED!（2024年10月2日 - 、YouTube〈夏来唯のNOTITLE〉）- パーソナリティ（毎週水曜22時配信）

## 作品

### イメージビデオ
※太字タイトルはBD版同時発売
- ミルキー・グラマー（2017年12月22日、竹書房）[37]
- ほらね、夏が来た（2018年5月20日、ラインコミュニケーションズ）[38][39][40]
- 禁断の果実（2018年8月31日、スパイスビジュアル）[41]
- 日本一OL姿が似合う（2018年11月22日、ギルド）[42]
- 君とScandal（2019年3月20日、イーネット・フロンティア）[43]
- 教えたい初恋（2019年8月22日、ギルド）[44][45]
- 天使はH-cup（2019年11月20日、ラインコミュニケーションズ）[46][47]
- 大きすぎてごめんなさい（2020年3月17日、双葉社）[48]
- あなた、ごめんなさい。（2020年7月25日、竹書房）[49]
- SEXY DYNAMITE 〜恵体の女神さま〜（2020年10月20日、ラインコミュニケーションズ）[50]
- 愛するということ（2021年1月21日、ギルド）[51]
- 烈情の果てに（2021年4月25日、フェイス）[52]
- もう我慢できない（2021年9月17日、双葉社）[53]
- ふたり遊び（2021年12月17日、スパイスビジュアル）[54]
- 夏来先輩は調教がお好き（2022年3月24日、ギルド）[55]
- 夏の秘密（2022年7月22日、竹書房）[56][57]
- Hなご奉仕〜彼女の仕事はレアケース〜（2022年11月20日、ラインコミュニケーションズ）[58][59]
- 夏来唯vs仮想エロス（2023年3月28日、エアーコントロール）[60]
- 唯美（2023年7月26日、スパイスビジュアル）[61]
- どの季節でも最高な君（2023年12月22日、竹書房）[62]
- 最愛シーケンス（2024年3月21日、ギルド）[63]
- タワワのススメ（2024年6月25日、エアーコントロール）[64]
- 君のすべてを見たくて（2024年10月30日、スパイスビジュアル）[65]
- 僕のエンドルフィン（2025年3月21日、竹書房）[66]
- 夏来唯をお貸しします。（2025年7月10日、ラインコミュニケーションズ）[67]

### VR
- はじめてのVR、はじめてのわたし。夏来唯（2020年2月7日、ファンタスティカ）[68]
- Stop！ Look！ Listen！ Yui Natsuki（2020年2月14日、ファンタスティカ）[69]
- 夏来唯が学校で晒す恵体を独り占めできるトクベツな関係、そういう世界。（2020年12月11日、ファンタスティカ）[70]
- 夏来唯にオンナの扱い方を身体で教えてもらってオトコになれた、そんな世界。（2020年12月18日、ファンタスティカ）[71]
- これが夏来唯のすべて、そういう世界。（2023年11月3日、ファンタスティカ）[72]
- 夏来唯がすぐそこに居るからこんなにも心躍るのか、そんな世界。（2023年11月17日、ファンタスティカ）[73]

### 動画配信
- 必撮！まるごと☆夏来唯【完全版】（2019年6月1日、アイロゴス、※DMM独占配信）
- 必撮！まるごと☆夏来唯（2019年6月28日、アイロゴス）
- I-ONE NEXT 夏来唯（2019年11月29日、I-ONE NEXT）
- グラビア学園MOVIE 夏来唯 1（2020年4月10日、グラビア学園）
- グラビア学園MOVIE 夏来唯 2（2020年4月10日、グラビア学園）
- 必撮！まるごと☆夏来唯2【完全版】（2020年8月1日、アイロゴス、※DMM独占配信）
- I-ONE NEXT 夏来唯 2（2020年10月23日、I-ONE NEXT）
- 濃密ノワール（2023年5月10日、ギルド）[74]
- 濃密ブリリアント（2024年6月27日、ギルド）[75]

## 出版

### 写真集
- Sole Gem（2021年8月20日、双葉社、撮影：田畑竜三郎）ISBN 978-4575316469[76]
- Amazing!!（2023年3月17日、ジーオーティー、撮影：富田恭透）ISBN 978-4823604461
- Turn up!（2025年4月25日予定、竹書房、撮影：原田武尚）ISBN 978-4801944596[77]

### デジタル写真集
- ほらね、夏が来た（2018年7月13日、ラインコミュニケーションズ、撮影：田畑竜三郎）
- とろけるボディ（2018年12月26日、竹書房）
- はちきれそう（2018年12月26日、竹書房）
- 育っちゃった（2018年12月26日、竹書房）
- 誘惑ボディ（2018年12月26日、竹書房）

- 誰にも見せない顔（2019年5月24日、ギルド）
- ある女性社員の秘密 必撮！まるごと☆（2019年7月5日、アイロゴス、撮影：横内禎久）
- 女医のいうとおり 必撮！まるごと☆（2019年8月16日、アイロゴス、撮影：横内禎久）
- 二人だけで（2019年8月17日、ギルド）
- 秘密のオフィス（2019年8月19日、ギルド）
- 奥様の胸に埋もれたい 必撮！まるごと☆（2019年9月4日、アイロゴス、撮影：横内禎久）
- コーチに教わる恋愛術 必撮！まるごと☆（2019年10月1日、アイロゴス、撮影：横内禎久）

- BEST vol.1 264枚＋未公開カット収録 必撮！まるごと☆（2020年1月25日、アイロゴス、撮影：横内禎久）
- 君とScandal（五百十）
  - Vol.1（2020年2月1日）
  - Vol.2（2020年2月2日）
  - Vol.3（2020年3月1日）
  - Vol.4（2020年3月2日）
  - Vol.5（2020年3月3日）
- 東京の夜（2020年4月9日、ギルド）
- 自撮り写真集（2020年4月9日、グラビア学園）
- 轟絶爆乳祭 【ニットワンピ】（2020年4月10日、グラビア学園）
- 轟絶爆乳祭 【OL】（2020年4月10日、グラビア学園）
- 轟絶爆乳祭 【競泳水着】（2020年4月10日、グラビア学園）
- 愛人願望 週刊大衆デジタル写真集:11（2020年5月1日、双葉社、撮影：高橋慶祐）[78]
- DYNAMITE BODY 必撮！まるごと☆（2020年6月1日、アイロゴス、撮影：富田恭透）
- 極上ボディ（2020年6月19日、ギルド）
- 零れる 必撮！まるごと☆（2020年6月25日、アイロゴス、撮影：富田恭透）
- A-COLLECTION 1（2020年7月10日、A-COLLECTION）
- A-COLLECTION 2（2020年7月12日、A-COLLECTION）
- A-COLLECTION 3（2020年7月16日、A-COLLECTION）
- 爆乳メイドを召し上がれ 必撮！まるごと☆（2020年7月17日、アイロゴス、撮影：富田恭透）
- A-COLLECTION 4（2020年7月30日、A-COLLECTION）
- ほんとは恥ずかしいんだよ（2020年8月9日、ギルド）
- A-COLLECTION 5（2020年8月12日、A-COLLECTION）
- 元OLグラドルコンプリート!!（2020年8月14日、グラビア学園）
- 天使はH-cup（2020年8月18日、ラインコミュニケーションズ）
- Hot Spot 必撮！まるごと☆（2020年8月31日、アイロゴス、撮影：富田恭透）
- A-COLLECTION 6（2020年9月9日、A-COLLECTION）
- A-COLLECTION 7（2020年9月15日、A-COLLECTION）
- BEST vol.1 390枚収録＋新作ダイジェスト100枚＋未公開カット収録 必撮！まるごと☆（2020年11月13日、アイロゴス）※DMM独占
- BEST vol.1 390枚収録 【オリジナル抱き枕カバー付き】＋新作ダイジェスト100枚＋未公開カット収録 必撮！まるごと☆（2020年11月13日 - 2020年12月13日〈期間限定〉、アイロゴス）※DMM独占

- 君とScandal（2021年1月22日、DEC）
- お姉さんと和室デート（2021年5月26日、ギルド）
- 先輩の秘密（2021年6月11日、ギルド）
- 慕情（2021年6月20日、ギルド）
- BEST vol.2 大容量225枚＋未公開カット収録 必撮！まるごと☆（2021年6月1日、アイロゴス）
- 君とScandal 1（2021年7月1日、TO ROOM）
- 君とScandal 2（2021年8月28日、TO ROOM）

- ふたり遊び 〜Ver.1 ･ Ver.2〜（2022年4月27日、スパイスビジュアル）
- KissYou（2022年5月27日、エー・ビー・エンターテイメント）
- 恋の妖しい導火線 Oilyショット アサ芸Secret!デジタル写真集（2022年8月5日、徳間書店、撮影：猿山秀人）
- ほらね、夏が来た Masterpiece#004（2022年8月11日、ドラゴンフライブック）他モデル：ちとせよしの、森野朝美、中井優希、杉原杏璃、中村静香
- 君とScandal 3（2022年8月16日、TO ROOM）
- 君とScandal 4（2022年9月2日、TO ROOM）
- 秘密の扉 激撮（2022年9月22日、ラビリンス）
- 君とScandal コンプリート版（2022年10月21日、TO ROOM）
- 夏が来る 激撮（2022年11月18日、ラビリンス）
- 見つめられると（2022年11月20日、ギルド）

- Exciting Girls Vol.1 ･ Vol.2（2023年1月16日、文友舎）
- 週刊GIRLS-PEDIA 001（2023年2月1日、KADOKAWA）[79]
- 天使はH-cup Masterpiece＃087（2023年4月3日、ドラゴンフライブック）他モデル：永井里菜、高橋美憂、加藤沙耶香、原田桜怜
- 大爆乳ニット（2023年5月12日、グラビア学園）
- けもの耳ビキニフレンド（2023年5月19日、グラビア学園）
- 浴衣＆競泳水着（2023年5月26日、グラビア学園）
- Exciting Girls Vol.3・Vol.4（2023年9月22日、文友舎）

- 上級生にアイラブユー!（2024年3月8日、徳間書店〈アサ芸Secret！デジタル写真集〉、撮影：原田武尚）
- あたたかな愛（2024年3月22日、ギルド）
- 東京の夜（2024年4月6日、ギルド）
- 極上ボディ（2024年4月6日、ギルド）
- ほんとは恥ずかしいんだよ（2024年4月6日、ギルド）
- 『Amazing!!』増ページ【デジタル特装版】（2024年4月19日、ジーオーティー、撮影：富田恭透）
- 秘密のオフィス（2024年7月5日、ギルド）
- 二人だけで（2024年7月5日、ギルド）
- 誰にも見せない顔（2024年7月5日、ギルド）
- 本命（2024年7月26日、ギルド）
- 最高傑作（2024年7月26日、ギルド）
- おねだり（2024年7月26日、ギルド）
- Awake: A-side（2024年8月1日、NO TITLE）
- BeNative: B-side（2024年12月1日、NO TITLE）

- 君のすべてを見たくて（2025年01月13日、スパイスビジュアル）
- KissYou 2（2025年1月17日、スパイスビジュアル）
- 夏が来るから（2025年5月12日、集英社〈週プレ PHOTO BOOK〉、撮影：小塚毅之）

### カレンダー
- 夏来唯 2022年4月始まりカレンダー（2022年3月24日、ギルド）[80]

### トレーディングカード
- 夏来唯 ファースト・トレーディングカード（2022年6月11日、ヒッツ）[81]